# Кудрявцев, Владимир Леонтьевич
Владимир Леонтьевич Кудрявцев — советский хозяйственный, государственный и политический деятель.

## Биография
Родился в 1903 году. Член ВКП(б) с 1919 года, выпускник Ленинградского восточного института.
С 1918 года — на хозяйственной, общественной и политической работе. В 1918—1984 гг. — в потребительском обществе, служил в РККА, работал в парторганизации, инструктор, заведующий отделом, секретарь райкома, сотрудник Восточного секретарита исполкома Коминтерна, корреспондент ТАСС в Японии, заместитель заведующего иностранной редакцией, участник Великой Отечественной войны, заместитель заведующего иностранным отделом, редактор, член редколлегии, обозреватель, политический обозреватель газеты «Известия».
Избирался депутатом Верховного Совета СССР 7-го, 8-го, 9-го, 10-го созывов.
Умер после 1985 года. 

## Награды
- орден Ленина (1983)
- орден Октябрьской Революции (19.07.1973)
- два ордена Отечественной войны II степени (1945; 1985)
- два ордена Трудового Красного Знамени (12.05.1962; 13.03.1967)
- орден Знак Почёта (27.07.1940)
- медали